# IRB International Rugby Series 2012
Le IRB International Rugby Series 2012 sono state la prima edizione delle serie di test match di rugby a 15 svoltisi in contemporanea ai test autunnali 2012; vi hanno preso parte Canada, Russia e Stati Uniti più Samoa e Tonga, che hanno inserito gli incontri con le predette Nazionali tour europei.
Organizzate con lo scopo di dare alle Nazionali di seconda e terza fascia un'occasione di confronto internazionale in vista della Coppa del Mondo di rugby 2015 in Inghilterra e oltre, la prima di tali serie si è tenuta a Colwyn Bay, in Galles.
Nella prima giornata della serie la nazionale statunitense si è imposta per 40-26 sui russi; Samoa, impegnata nel suo tour europeo, ha invece battuto il Canada 42-12.
Nella seconda giornata gli Stati Uniti hanno incontrato Tonga nell'ambito del tour europeo di questi ultimi; gli americani conducevano 13-5 contro gli oceaniani fino a pochi minuti dalla fine ma, con due mete trasformate e un calcio di questi ultimi nel finale, Tonga si è aggiudicata l'incontro per 22-13.
La serie si è chiusa con la vittoria netta per 35-3 del Canada sulla Russia, la terza consecutiva dei nordamericani contro tale avversario.

## Risultati
| Arbitro: | Leighton Hodges |

|                                                                 |      |                                 |
| 6' Fry, 17' L'Estrange, 36' Doyle, 46' Wyles, 50' e 58' R. Shaw | mt   | 53' Ostrouško, 61' e 71' Temnov |
| 7', 18', 37', 47' e 59' Wyles                                   | tr   | 71' Ključnikov                  |
|                                                                 | c.p. | 2', 12' e 25' Ključnikov        |

| Arbitro: | Francisco Pastrana |

|                          |      |                                            |
| 70' Moonlight, 74' Briad | mt   | 4' Tuifu'a, 16', 21', 41' e 66' Lilomaiava |
| 74' Pritchard            | tr   | 21', 41' e 66' J. So'oialo                 |
|                          | c.p. | 14, 50' e 54' J. So'oialo                  |

| Arbitro: | Francisco Pastrana |

|                      |      |                                         |
| 38' Shaw             | mt   | 10' Vainikolo, 65' Tuineau, 75' Piukala |
| 38' e 45' Pangelinan | tr   | 65' e 75' Apikotoa                      |
| 28' Pangelinan 2     | c.p. | 60' Lilo                                |

| Arbitro: | Lourens v.d. Merwe |

|                             |      |            |
| Blevins, Hassler (2), Paris | mt   |            |
| Pritchard (3)               | tr   |            |
| Pritchard (3)               | c.p. | Ključnikov |